# نورتکلیف (تگزاس)
نورتکلیف (به انگلیسی: Northcliff) یک منطقهٔ مسکونی در ایالات متحده آمریکا است که در شهرستان گودالوپ، تگزاس واقع شده‌است. نورتکلیف ۴٫۳ کیلومتر مربع مساحت و ۱٬۸۱۹ نفر جمعیت دارد و ۲۵۲ متر بالاتر از سطح دریا واقع شده‌است.